# Hypoponera creola
Hypoponera creola is een mierensoort uit de onderfamilie van de Ponerinae. De wetenschappelijke naam van de soort is voor het eerst geldig gepubliceerd in 1931 door Menozzi.